# Faraday Discussions
Faraday Discussions (abrégé en Farad. Disc.) est une revue scientifique à comité de lecture. Ce journal publie des articles de recherches originales dans tout le domaine de la chimie physique et de la biophysique.
D'après le Journal Citation Reports, le facteur d'impact de ce journal était de 4,606 en 2014. Le directeur de publication est D. E. Heard (Université de Leeds, Royaume-Uni).

## Histoire
Le journal est paru sous différents noms avant de prendre son titre actuel :
- Discussions of the Faraday Society, 1947-1971  (ISSN 0366-9033) (nommé ainsi car publié par la Faraday Society avant que cette dernière ne soit reprise par la Royal Society of Chemistry en 1971).
- Faraday Discussions of the Chemical Society, 1972-1991  (ISSN 0301-7249)
- Faraday Discussions, 1991-en cours  (ISSN 1364-5498)